# Манки Д. Луфи
Монки Д. Луфи (јап. モンキー・D・ルフィ) измишљени је лик и протагониста популарне манге Оnе Piece, аутора Еичира Оде. Луфи је млади пират који је стекао својства гуме након што је случајно појео натприродно ђавоље воће под називом Гума-Гума воће. У потрази је за легендарним благом званим Оnе Piece, како би постао нови Краљ пирата. Капетан је Сламених пирата и током својих догодовштина регрутује нове чланове посаде, бори се против разних непријатеља, те помаже и спријатељује се са становницима многих острва која посећује. Када се не бори, веселе је и дружељубиве нарави.
Луфи се појављује у већини епизода, филмова, телевизијских емисија и ОВА адаптација, као и неколико видео игара франшизе. Због међународне популарности серије, Луфи је постао један од најпрепознатљивијих ликова на свету. Поред франшизе Оnе Piece, појављује се у бројним другим мангама, аниме серијама и колаборативним видео играма.

## Стварање

### Рана концепција лика
Када је Еичиро Ода стварао Луфија, тежио је да га представи као симбол „мушкости“ на сличан начин како је то Акира Торијама урадио када је стварао Гокуа. Назвао га је „Луфи“ јер је сматрао да му пристоји, да би касније сазнао да термин luffing, који се користи у једрењу, веома слично звучи том имену; што га је додатно одушевило. Најранија верзија лика појавила се у једнократном издању манге под називом „Романтична зора“, и тек у другом издању ове манге Луфи је изгледом подсећао на своју коначну верзију. Ода је прерадио уметнички стил „Романтичне зоре“ и елементе приче пре него што је објавио коначни производ годину дана касније, као прво поглавље манге Оnе Piece.

### Тумачи
У изворној, јапанској верзији анимиране серије Оnе Piece и каснијим спиноф франшизама, Луфија тумачи Мајуми Танака. Танака је у шали рекла да жали што даје Луфију глас, с обзиром на то да је већ мајка, а главни јунак тинејџер. Такође је навела да се труди да њено излагање буде што реалистичније, поготово када Луфи ради нешто што би утицало на његов тон гласа, на пример када једе или запуши нос. У оригиналној видео анимацији Defeat the Pirate Ganzack!, глас му даје Урара Такано.
У истоименој играној серији, лика тумачи Ињаки Годој.

## Опис лика
Луфи је обично препознатљив по сламнатом шеширу, поклону од „Црвенокосог“ Шанкса. У раном детињству носи белу кошуљу и плави шорц. Испод левог ока има ожиљак који је сам себи направио, да би показао храброст Шанксу и његовој посади. Касније носи црвени прслук, тексас шорц и сандале пре него што замени свој прслук са црвеним, незакопчаним капутом морског капетана (што открива његов ожиљак на грудима), и жути појас везан око струка.

### Личност
Луфи је безбрижан, срећан и весео лик великих амбиција и још већег апетита, често размишљајући својим стомаком, са пићем у руци. Оптимиста доброг срца, он није празноглав као што многи верују. Упркос опасностима, Луфи је спреман да ризикује свој живот да би постао Краљ пирата и заштитио своју посаду. Током пустоловине у Лоугтауну, упознаје Смокера (тадашњег капетана) који за њега говори да „воли да се прави глуп,“ на шта Луфи одговара мистериозним осмехом. Упркос његовој безбрижној личности, сваки члан посаде га поштује на свој начин. Луфи се ретко брине о последицама својих поступака, чинећи оно што осећа у тренутку.

### Способности
Луфијева невероватна снага резултат је конзумирања ђавољег воћа по имену Гума-Гума воће, што га чини имуним на електричне нападе и већину удараца, и даје му способност да растеже своје тело по жељи. Користи своју еластичност како би убрзао део или цело своје тело, не би ли испоручио ударце, шутеве, или истегао врат за лакше осматрање. Као и други који су јели ђавоље воће, Луфи нити може нити сме да плива, јер губи снагу када је у води или када ступи у контакт са посебним морским каменом. Уз способности које му дарује ђавоље воће, Луфи свакако поседује огромну снагу и издржљивост.
Луфијев потпис је Гумени-Гумени Пиштољ, удар који је научио током година обуке. Друга техника, развијена касније у серији је Друга брзина (енгл. (енгл. Second Gear) (ギア2 Gia Sekando), која привремено повећава његову снагу и брзину, али му уједно и напреже тело. Посматрањем технике Залет (剃 Soru) од ЦП9, Луфи је прилагодио кретање свом гуменом телу и ускладио га брзини убице. Трећа брзина (енгл. Third Gear) (ギア3 Gia Sādo), још једна техника, користи ваздух у костима током напада, али га тера да се касније смањи. Луфи може користити обе технике истовремено; након двије године, он је стекао бољу контролу над техникама и њиховим недостацима. На крају, Луфи развија своју способност да користи хаки. Ова способност има два главна типа: хаки наоружања (енгл. Armament Haki) (武装色の覇気 Busōshoku no Haki), оклопна сила која може појачати одбрану и силу напада и негирати одбрану корисника ђавољег воћа, и хаки перцепције (енгл. Observation Haki) (見聞色の覇気 Kenbunshoku no Haki), шесто чуло које може прочитати потезе неке особе и открити њихово присуство. Он такође има ретки трећи тип, хаки освајача (енгл. Conqueror's Haki) (覇王色の覇気 Haōshoku no Haki), који примора људе или животиње у близини да изгубе свест. Као резултат његовог сусрета са Магеланом, он такође развија имунитет на отров (с тим да јак отров може утицати на њега, али споро). Током борбе против Шарлот Катакурија, Луфијев хаки перцепције добија способност да види неколико секунди у будућности. Луфи развија још једну технику, Четврта брзина (енгл. Fourth Gear) (ギア4 Gia Fōsu) која шири мишиће његових удова (сем ногу). Он може направити деструктивне потезе компресовањем и ослобађањем својих удова, и може летети. Када развије Пету брзину (енгл. Fifth Gear) (ギア4 Gia Fōsu) његова коса и одећа постају бели.

## Појављивања

### 
Луфи се први пут појављује као дечак из малог приморског села. Спријатељује се са пиратом „Црвенокосим“ Шанксом и сања да постане гусар. Случајно поједе Гума-Гума воће и добија гумене моћи, али као последица тога, не сме да дође у контакт са водом. Једном приликом, Шанкс га спашава од морског краља, у процесу губећи руку. Десет година касније, Луфи напушта село у потрази за благом One Piece и титулом Краља пирата. Упознаје мачеваоца Ророноу Зороа, навигаторку и лопова Нами, плашљивог стрелца и лажова Усопа и витешког кувара Санџија, и позива их да се придруже његовој посади на броду Гоинг Мери. Прва победа им је над пиратима Источног плавог; Кловном Багијем, Дон Кригом и Арлонгом, након чега напуштају марину и путују у Велику линију. Луфи потом прихвата понуду да врати принцезу Нефертари Виви из Арабасте у њену домовину, и заустави побуну ратних морнара и вође криминалистичког синдиката Барок асоцијације, Крокодила. Нами умало умире од болести, па посада одлази на зимско острво Драм како би нашла доктора Тони Тони Чопера, који се придружује њиховој посади, сада познатој као "Пирати сламнатог шешира”. По повратку у Арабасту, Луфи се накратко поново уједињује са својим братом Портгасом Д. Ејсом, командантом Пирата Белобрадог који је ловио свог бившег подређеног Црнобрадог. Након победе над Крокодилом, Светска влада крије чињеницу да су пирати спасили краљевство. Луфи прихвата Крокодилову сарадницу Нико Робин, као археолога његове посаде. Робинино знање је корисно када посада одлази у потрагу за Небеским острвом. Луфи упознаје пирата Црнобрадог који га убеђује да Небеско острво заиста постоји, и да снови никада не умиру.
Током посете Небеском острву, посада је увучена у четиристогодишњи рат. Луфи га окончава након што порази Бога Енела. Њихов брод, Мери је тешко оштећен и Луфи тражи бродоградитеља да га поправи. Упознаје адмирала Аокиџија, који га лако савлада. Луфи сазнаје о Робининој прошлости и суочава се са њеним непријатељима. Луфијева посада се удружује са бродоградитељем Френкијем, у почетку непријатељем, против обавештајне агенције Светске владе Цајфер Пол бр. 9. Након борбе, Луфи среће свог деду, вицеадмиарала Монки Д. Гарпа. Гарп му каже да су Шанкс и Белобради два од четири цара, најмоћнији пирати у другој половини Велике линије. Такође му открива да је вођа револуционарне војске која покушава да сруши свјетску владу Монки Д. Драгон, Луфијев отац. На путу до острва рибољуди у свом новом броду који је Френки изградио, Луфи сусреће скелетног музичара Брука. Брук испрва прихвата Луфијеву понуду да се придружи посади, али је потом одбија јер му је сенка украдена. Како би вратили Брукову сенку, боре се против Геко Морије. Брук потом постаје музичар екипе.
Настављајући пут ка острву рибољуди, посада пролази архипелаг Сабаоди. Вице капетан Силверс Рејлиг је ангажован да премаже њихов брод за улазак у океанске дубине испод Црвене линије која означава почетак друге половине Велике линије, познатог као Нови свет. Луфи је до сада стекао светску славу као злогласни Супернова, односно новајлија, чија глава вреди преко 100 милиона. У ту групу такође спадају Зоро, Трафалгар Ло, Јустас Кид, Капоне „Ганг“ Беџ, Џулери Бони, "Кољач" Килер, "Луди монах" Уруж, Базил Ховкинс, Скрачмен Апу и Икс Дрејк. Додајући ватри, Луфи напада племића како би заштитио свог пријатеља. Зоро и остатак пирата сламнатог шешира надјачава адмирал Кизару, и посада бива послата на одвојене делове света.
Насукан на Амазонски Љиљан, острву којим је влада воа Боа Ханкок, Луфи импресионира Ханкок својом храброшћу и несебичношћу. Ханкок се заљубљује у Луфија и доводи га у подземни затвор Импел Даун како би спасио свог брата Ејса, од погубљења након што је Ејс поражен од Црнобрадог. Луфи улази у затвор и сусреће се са претходним непријатељима и новим савезницима, као што су бивши господари мора Крокодил и Арлонгов стари капетан Џимбеј. Заједно са Багијем и члановима Револуционарне армије, Луфи ослобађа затворенике, али Ејс је пребачен у Маринфорд због погубљења. Луфи и Баги воде заробљенике у рат у Маринфорду између морнарице и Белобрадих снага. Ејс даје живот да би спасио Луфија од адмирала Акаинуа. Сломљени Луфи је евакуисан са Џимбејем из Маринфорда по Трафалгару Лоу. Враћајући се у Амазонски Љиљан, Луфи се сећа првог сусрета са Ејсом; након што је Шанкс отишао из Фуша села, Луфијев деда Гарп га је оставио да се о њему брине његова пријатељица бандит Коврџава Дадан. Луфи се спријатељи са Ејсом и Сабом, који су му као браћа, али Сабо је наизглед убијен од стране Светског племића. По повратку у Маринфорд да пошаље скривену поруку својој посади, Луфи тренира са Рејлигом на острву Рускаина да би постао јачи.
Две године касније, сламнати шешири се поново уједињују и напокон стигну до острва рибољуди. Луфи и остали упознају Џимбеја и принцезу на острву, Ширахоши, и увучени су у битку за острво против надређеног рибочовека Ходи Џонса. Он, посада и Џимбеј замишљају план да поразе Ходија и његове присташе на начин који ће ублажити расне тензије. Након Ходијевог пораза, Џимбеј обећава да ће се касније придружити посади, а острво рибољуди жели да се придружи састанку владара Ревери који се одржава сваке четири године. Луфи сазнаје да је Акаину унапређен у адмирала флоте и да је Црнобради је заменио Белобрадог као једног од четири цара. Луфи почиње сукоб са царем Биг Мам због контроле над острвом рибољуди. Посада напушта океанске дубине и долази у тајно острво Панк Хазард. Половину екипе заробио је Цезар Кловн, љубоморни ривал научника Вегапанка и подређенои господара мора и подземног брокера Донкикотеа Дофламинга. Луфи и његова екипа су се удружили са Трафалгаром Лоом, сада господарем мора, који планира да отме Цезара као део плана да се сруши цар Каидо. Самураји из Земље Вано, Кинемон и Момоносуке придружили су се савезу да би кренули у Дресросу, краљевство којим влада Дофламинго. Са Цезаром та алијанса пада на Дресросу, где Луфи улази на турнир да освоји Ејсово ђавоље воће. Овде он сазна да је Сабо још увек жив и да је револуционар, а са Луфијевим благословом, Сабо узима Ејсово ђавоље воће. Због махинација Дофламинга, неки од чланова посаде су присиљени да оду у Зоу. Луфи и остатак екипе су приморани да се боре за своје животе када се спотакну на истину о Дофламинговим операцијама, који покушава да убије свакога у Дресроси како би сакрио истину о његовој владавини. Уз помоћ својих колега на турниру, Луфи је победио Дофламинга. Након тога, седам пиратских екипа се залаже за своју лојалност Луфију, упркос његовим протестима, означавајући формирање Велике флоте сламнатог шешира.
Након тога, остатак посаде и њихови пријатељи превезени су својим новим подређенима у Зоу и сазнају да су је уништиле снаге цара Каида. Луфи такође сазнаје да је Санџи, који је био део групе која се упутио у Зоу, прво уцењиван у договорени брак његове породице са ћерком цара Биг Маме. Посада учи од племена Минк о Понеглифима на путу и њиховој вези са последњим острвом Рафтел, где је Оnе Piece. Савез између самураја, минка, сламнатих шешира и Лоа је направљен да победи Каида, који се открива да влада над Ваном преко луткарског шогуна. Али прво, Луфи и пола посаде, заједно са Минковим ратницима Педром и Карот, инфилтрирали су се на територију Биг Маме Тото Ленд како би дохватили Санџија и копирали текст Понеглифа који поседује Биг Мам. Луфи и Санџи су сазнали да је венчање средство за убиство Санџијеве породице због њихове напредне технологије. Док Брук краде отисак Понеглифа, подређени Биг маме, Џимбеј и Беџ, је издају, а Луфи и Санџи су покварили покушај атентата на Биг маму на венчању, пред новинарима. Џимбеј се придружује посади, али је привремено остављен док остатак екипе једва излази из територије Биг маме. Луфи побеђује два слатка команданта пирата Биг маме и проглашен је од стране штампе као пети цар мора, док му се издашност повећава. То Луфија чини врућом темом на Реверију, глобалном састанку 50 краљева у Мариђо, главном граду Светске владе изнад Црвене линије. Већина га гледа као опасног лудака, али краљеви краљевства Сакура (острво Драм), Арабаста, Рјугу (острво рибољуди), Дресроса и Проденс, тајно захвални Луфи јер их је спасио од тираније. У међувремену Луфи и остали су одвојени улазећи у Земљу Вано. Луфи се поново састаје са Зором пре него што се састане са остатком посаде и савеза. Луфи изазива цара Каида, али је поражен и бачен у затвор заједно са колегом Суперновом Јустасом Кидом.

### У другим медијима
Луфи се појавио у свакој електронској видео игри Оnе Piece, укључујући Jump Super Stars и Jump Ultimate Stars, а представљен је у Dragon Ball Z - Оnе Piece - Naruto кроссовер игри Баттле Стадиум ДОН. Луфи, Сон Гоку и Наруто Узумаки били су аватари у ММОРПГ Сецонд Лифе за промоцију Јумп Фесте, „Јумпланд @ Сецонд Лифе“. Луфи је такође споменут у песмама. Пева о томе да је тражен пират у „ Тражени!“ и око Оnе Piece у „Свакоме миру!“ Луфи је главни лик у игри цроссовер, Ј-Старс Вицтори ВС.
Лик је гостовао у јапанским телевизијским емисијама и манги. Луфи и неколико других ликова придружили су се глуми Драгон Балл-а у спинофу названом Кросс Епоцх. 3. априла 2011, Луфи и други актери Оnе Piece појавили су се у првој епизоди серије Торико аниме и поглављу кроссовер манга. Луфи се појавио у једној недељној епизоди Веекли Шхонен Јумп-а од То Лове-Ру, а Гум-гум се спомињао у 50. епизоди серије Гин Тама аниме. Он се такође појавио у веб стриповима, ВГ Цатс. 2008. године, Тоеи Аниматион је спонзорисала талијански одбојкашки тим Паллаволо Модена; Црне униформе Питера Риналдија и Едоарда Киабатинија украшавале су слику Луфи на фронту. Луфи се појавио на насловној страни Јануарског издања јапанског модног часописа Мен'с Нон-Но, првог манга који је то учинила. Његову одећу је дизајнирао Схиницхи „Митра“ Мита.

## Пријем
Луфи је водио сва три анкета популарности Шоунен Јумп карактера. Према Фуниматион Ентертаинмент 'а Мике МекФарланд и Кристофер Сабат, Луфи је више допадљиво од Драгон 's Сон Гоку. Јое Мекулох је преферирао Луфија за Наруто Узумакија из Нарута јер је Луфи „трудио се ван његових граница“ да би постигао своје циљеве након што је случајно стекао своје моћи. Луфи је номинован у категорији најбољег мушког карактера за 2008 Друштво за промоцију јапанских награда за анимацију, изгубивши од Ичига Куросакија из Блеацха. На листи ИГН-а Крис Макензие-а на листи 25 најбољих аниме ликова свих времена. Корисници НТТ- а су изабрали Луфи-а као свог другог омиљеног црнокосог мушког аниме-лика. Техника Гум-Гум Гатлинг била је на врху мушке категорије у јапанском прегледу најпопуларнијих потеза у манги и анимеу. У посебном јапанском ТВ-у од августа 2017. године, Луфи је проглашен 8. најјачим јунаком из шоу шоу, као и четврти из Хеисеи ере.
Луфи је похваљен у бројним публикацијама. ТХЕМ Аниме Ревиевс је назвао Луфи „ ликабл [и] гоофи“ и идеалиста са инфективним оптимизмом. У ревији Оnе Piece Филм: Деад Енд нема Бокен, четврти филм Оnе Piece, Тхе Стар Онлајн га описује као „празноглав и бриљантан борац“. Рика Такахаши из ЕКС-а је написала да Луфи-јеве силе истезања постављају Оnе Piece осим „старе стереотипне авантуристичке манге“ и многих других „борбених“ mangas [sic] „, чинећи “ нешто ново и занимљиво “. Аниме Новости мрежа (Ан) писац Зак Бератчи наћи Луфи подсећа на Руроуни Кенсхин 's Химура Кенсин у личности и став, али и даље мислио да забавља. Брице Коултер, Маниа Ентертаинмент, назвао је Луфи „великим шонен херојем“. Ани Карл Кимлингер је написао: „Луфи Колин Клинкенбеард наставља да расте на теби“. У последњем поглављу Нарута, Боруто Узумаки прави цртеж Луфи-ја као наслеђе њега и серије.
У недељној манги Шонен Јумп, Тсугихаги Хиоуриу Сака (лик сличан Луфи-ју) каже: „Уместо да кажеш оно што мрзиш, реци оно што волиш!“ У мангама Оnе Piece, Луфи је навео, али је променио на „место да каже оно што волиш, реци оно што мрзиш!“ Мим је признат у игри цроссовер борбе, Ј-Старс Вицтори ВС